# Ronde van Frankrijk 1983
De 70e editie van de Ronde van Frankrijk ging op 1 juli 1983 van start in de Parijse voorstad Fontenay-sous-Bois en voerde via Roubaix, Nantes, de Pyreneeën, het Centraal Massief en de Franse Alpen tegen de klok in naar de Champs-Élysées in Parijs, waar de wielerwedstrijd op 24 juli 1983 eindigde.
Viervoudig winnaar Bernard Hinault ontbrak wegens een blessure, waardoor La Grande Boucle een topfavoriet miste. Oudgedienden Joop Zoetemelk en Lucien Van Impe, jongere klassementsrenners als Peter Winnen, Johan van der Velde en Phil Anderson en outsider Sean Kelly legden het uiteindelijk af tegen een debutant, de 22-jarige Laurent Fignon die net als Hinault voor het Renault-Elf-team van Cyrille Guimard reed. Ook de runner-up Angel Arroyo uit Spanje debuteerde in de Ronde.

## Verloop
Met Bernard Hinault als belangrijkste afwezige beloofde de Ronde van Frankrijk 1983 een open koers te worden. In meerdere opzichten overigens: de Tourdirectie onder leiding van Jacques Goddet en Félix Lévitan had de wedstrijd opengesteld voor amateurploegen, een mogelijkheid waarvan het Colombiaanse Colombia-Varta-team dankbaar gebruik maakte. De Colombianen hadden in de vlakke etappes veel moeite met volgen, maar in de Pyreneeënrit naar Bagnères de Luchon lieten met name José Patrocinio Jiménez en Edgar Corredor zien dat het Colombiaanse wielrennen potentie had.
Nadat de Belgische debutant Eric Vanderaerden de proloog had gewonnen, was de eerste belangrijke slag voor de Franse ploeg Coop-Mercier, waar de 36-jarige Nederlander Joop Zoetemelk was teruggekeerd als kopman. Opvallend was de vierde plaats voor TI-Raleigh, het team dat deze discipline sinds de Ronde van Frankrijk 1978 had gedomineerd. Gezondheidsklachten bij kopman Peter Winnen zouden hier mede debet aan zijn geweest. Zoetemelk kwam op een tweede plaats in het klassement en werd daarmee de grote favoriet voor de eindoverwinning. Later zou echter blijken dat de dopingcontrole na afloop van de ploegentijdrit voor hem positief was uitgevallen, waardoor hij een tijdstraf van 13'45" zou krijgen. Hij werd uiteindelijk op ruim drie kwartier achterstand 23e in de eindrangschikking.
Een ploeggenoot van Zoetemelk, de Deen Kim Andersen, droeg zes dagen de gele trui, nadat hij in de derde etappe met winnaar Rudy Matthijs met twee minuten voorsprong was geëindigd. In de eerste week vielen verder de twee ritoverwinningen van Bert Oosterbosch op; de eerste in een tijdrit en de tweede in de etappe naar Bordeaux waarin hij met Hennie Kuiper was ontsnapt. De eerste bergrit naar Bagnères de Luchon zette de Ronde echter op zijn kop. Het was de doorbraak van een aantal jongelingen, zoals ritwinnaar Robert Millar (24), Pedro Delgado (23), de nieuwe geletruidrager Pascal Simon (26) en Laurent Fignon (22), die op een tweede plaats in het tussenklassement kwam met een achterstand van 4'22" op Simon. De nieuwe leider kwam een dag later ten val, waarbij hij zijn sleutelbeen brak. Hij zou echter nog zes dagen in koers blijven, alvorens hij in zijn gele trui in de etappe naar l'Alpe d'Huez noodgedwongen moest opgeven. In een klimtijdrit naar de Puy de Dôme in het Centraal Massief, gewonnen door Angel Arroyo, had Fignon zijn achterstand daarvoor al teruggebracht tot minder dan een minuut.
Daags voor de Alpen, in Saint-Étienne, was Michel Laurent tot winnaar uitgeroepen nadat hij door zijn medevluchter Henk Lubberding bij de eindsprint in de hekken was gereden, ondanks dat enkele andere renners nog voor hem de finish passeerden. Met een gebroken middenhandsbeen gaf Laurent een dag later op. De etappe naar l'Alpe d'Huez was net als in 1981 voor Winnen, die hiermee naar een vierde plaats in het klassement klom op een achterstand van 3'31" van de nieuwe geletruidrager Fignon. In de tweede Alpenrit reed Winnen zelfs even virtueel in het geel, toen hij met een grote groep met onder andere Arroyo, Millar, Phil Anderson, Stephen Roche en ploeggenoten Lubberding, Theo de Rooij en Ludo De Keulenaer was ontsnapt en een voorsprong van bijna vijf minuten op Fignon pakte. De Fransman kwam echter sterk terug en zou de etappe zij aan zij met Winnen eindigen. De 36-jarige Lucien Van Impe won de tweede bergtijdrit in deze Tour en zou in Parijs voor de zesde keer als winnaar van het bergklassement worden gekroond. Fignon liet in de vlakke tijdrit op de voorlaatste dag zien dat hij met recht de sterkste was, hij boekte zijn eerste etappewinst en vergrootte zijn voorsprong in het klassement. Arroyo steeg naar de tweede plaats in het klassement ten koste van Winnen. De slotetappe naar de Avenue des Champs-Élysées in Parijs was ten slotte een prooi voor de Zwitser Gilbert Glaus, die Sean Kelly, de drager van de groene trui, net voorbleef.

## Etappe-overzicht
| datum   | etappe  | route                                | afstand | winnaar             | gele trui           |
| ------- | ------- | ------------------------------------ | ------- | ------------------- | ------------------- |
| 1 juli  | Proloog | Fontenay-sous-Bois (ITT)             | 5,5 km  | Eric Vanderaerden   | Eric Vanderaerden   |
| 2 juli  | 1       | Nogent-sur-Marne - Créteil           | 163 km  | Frits Pirard        | Eric Vanderaerden   |
| 3 juli  | 2       | Soissons - Fontaine-au-Pire (TTT)    | 100 km  | Coop-Mercier        | Jean-Louis Gauthier |
| 4 juli  | 3       | Valenciennes - Roubaix               | 152 km  | Rudy Mathys         | Kim Andersen        |
| 5 juli  | 4       | Roubaix - Le Havre                   | 299 km  | Serge Demierre      | Kim Andersen        |
| 6 juli  | 5       | Le Havre - Le Mans                   | 257 km  | Dominique Gaigne    | Kim Andersen        |
| 7 juli  | 6       | Châteaubriant - Nantes (ITT)         | 58 km   | Bert Oosterbosch    | Kim Andersen        |
| 8 juli  | 7       | Nantes - Île d'Oléron                | 216 km  | Ricardo Magrini     | Kim Andersen        |
| 9 juli  | 8       | La Rochelle - Bordeaux               | 222 km  | Bert Oosterbosch    | Kim Andersen        |
| 10 juli | 9       | Bordeaux - Pau                       | 207 km  | Philippe Chevallier | Sean Kelly          |
| 11 juli | 10      | Pau - Bagnères-de-Luchon             | 201 km  | Robert Millar       | Pascal Simon        |
| 12 juli | 11      | Bagnères-de-Luchon - Fleurance       | 177 km  | Régis Clère         | Pascal Simon        |
| 13 juli | 12      | Fleurance - Roquefort-sur-Soulzon    | 148 km  | Kim Andersen        | Pascal Simon        |
| 14 juli | 13      | Roquefort-sur-Soulzon - Aurillac     | 210 km  | Henk Lubberding     | Pascal Simon        |
| 15 juli | 14      | Aurillac - Issoire                   | 149 km  | Pierre Le Bigaut    | Pascal Simon        |
| 16 juli | 15      | Clermont-Ferrand - Puy de Dôme (ITT) | 15,6 km | Angel Arroyo        | Pascal Simon        |
| 17 juli | 16      | Issoire - Saint-Étienne              | 145 km  | Michel Laurent      | Pascal Simon        |
| 18 juli | 17      | La Tour-du-Pin - l'Alpe d'Huez       | 223 km  | Peter Winnen        | Laurent Fignon      |
| 19 juli | Rustdag | Rustdag                              | Rustdag | Rustdag             | Rustdag             |
| 20 juli | 18      | Bourg d'Oisans - Morzine             | 247 km  | Jacques Michaud     | Laurent Fignon      |
| 21 juli | 19      | Morzine - Avoriaz (ITT)              | 15 km   | Lucien Van Impe     | Laurent Fignon      |
| 22 juli | 20      | Morzine - Dijon                      | 291 km  | Philippe Leleu      | Laurent Fignon      |
| 23 juli | 21      | Dijon - Dijon (ITT)                  | 50 km   | Laurent Fignon      | Laurent Fignon      |
| 24 juli | 22      | Alfortville - Parijs                 | 195 km  | Gilbert Glaus       | Laurent Fignon      |

## Eindklassementen

### Algemeen klassement
| rang | naam                    | ploeg                      | tijd        |
| ---- | ----------------------- | -------------------------- | ----------- |
|      | Laurent Fignon          | Renault-Elf                | 105u 07'52" |
| 2    | Angel Arroyo            | Reynolds                   | + 4'04"     |
| 3    | Peter Winnen            | TI-Raleigh                 | + 4'09"     |
| 4    | Lucien Van Impe         | Metauromobili-Pinarello    | + 4'16"     |
| 5    | Robert Alban            | La Redoute                 | + 7'53"     |
| 6    | Jean-René Bernaudeau    | Wolber                     | + 8'59"     |
| 7    | Sean Kelly              | Sem-Mavic                  | + 12'09"    |
| 8    | Marc Madiot             | Renault-Elf                | + 14'55"    |
| 9    | Phil Anderson           | Peugeot                    | + 16'56"    |
| 10   | Henk Lubberding         | TI-Raleigh                 | + 18'55"    |
| 11   | Joaquim Agostinho       | Sem-Mavic                  | + 19'00"    |
| 12   | Jonathan Boyer          | Sem-Mavic                  | + 19'57"    |
| 13   | Stephen Roche           | Peugeot                    | + 21'30"    |
| 14   | Robert Millar           | Peugeot                    | + 23'29"    |
| 15   | Pedro Delgado           | Reynolds                   | + 25'44"    |
| 16   | Edgar Corredor          | Colombia-Varta             | + 26'08"    |
| 17   | José Patrocinio Jiménez | Colombia-Varta             | + 28'05"    |
| 18   | Claude Criquielion      | Euro Shop-Mondial Moquette | + 33'29"    |
| 19   | Jacques Michaud         | Coop-Mercier               | + 35'34"    |
| 20   | Christian Seznec        | Wolber                     | + 39'49"    |

Rode lantaarn:
| 88 | Marcel Laurens | J.Aernoudt-Hoonved | + 4u02'46" |

### Puntenklassement
| rang | naam           | ploeg                   | punten |
| ---- | -------------- | ----------------------- | ------ |
|      | Sean Kelly     | Sem-Mavic               | 360    |
| 2    | Frits Pirard   | Metauromobili-Pinarello | 144    |
| 3    | Laurent Fignon | Renault-Elf             | 126    |

### Bergklassement
| rang | naam                    | ploeg                   | punten |
| ---- | ----------------------- | ----------------------- | ------ |
|      | Lucien Van Impe         | Metauromobili-Pinarello | 278    |
| 2    | José Patrocinio Jiménez | Colombia-Varta          | 195    |
| 3    | Robert Millar           | Peugeot                 | 157    |

### Debutantenklassement
Niet de beste jongere, maar de beste debutant reed vanaf dit jaar in de witte trui. De nummers één en twee in dit klassement, Fignon en Arroyo, waren tevens de nummers één en twee in de algemene rangschikking.
| rang | naam           | ploeg       | tijd        |
| ---- | -------------- | ----------- | ----------- |
|      | Laurent Fignon | Renault-Elf | 105u 07'52" |
| 2    | Angel Arroyo   | Reynolds    | + 4'04"     |
| 3    | Stephen Roche  | Peugeot     | + 21'30"    |

### Ploegenklassement
| rang | ploeg       | ploegleider     | tijd |
| ---- | ----------- | --------------- | ---- |
| 1    | TI-Raleigh  | Peter Post      |      |
| 2    | La Redoute  | Philippe Crépel |      |
| 3    | Renault-Elf | Cyrille Guimard |      |

## Bijzonderheden
- De 40-jarige Joaquim Agostinho voltooide zijn twaalfde Ronde van Frankrijk in dertien deelnames als elfde. Het werd zijn laatste Tour, op 10 mei 1984 overleed Agostinho aan verwondingen die hij anderhalve week eerder opliep bij een val in de Ronde van de Algarve.
- Op 22 etappes telde deze Ronde 21 verschillende etappewinnaars. Slechts de Nederlander Bert Oosterbosch won in deze editie meer dan één etappe. Henk Lubberding kwam in de etappe naar Saint-Étienne voor de tweede keer winnend over de meet, maar werd gedeclasseerd omdat hij medevluchter Michel Laurent in de hekken had gereden.
- Joop Zoetemelk werd bij een dopingcontrole na de ploegentijdrit positief bevonden. Hij kreeg tien minuten tijdstraf plus aftrek van de gewonnen bonificaties in de tijdrit (3'45"), waardoor hij praktisch kansloos was voor de eindoverwinning. Later zou hij via een proces[bron?] eerherstel krijgen.
- In de 18e etappe van Bourg d'Oisans naar Morzine komt de Nederlander Johan van der Velde zwaar ten val en moet opgeven.

 winnaars gele trui · 
 puntenklassement · 
 bergklassement · 
 jongerenklassement · 
 tussensprintklassement · 
 combinatieklassement · 
 ploegenklassement · 
 strijdlust · 
rode lantaarn
records · meeste deelnames · ranglijst etappewinnaars · bekende beklimmingen · valpartijen · dopinggevallen · Grand Départ · Souvenir Henri Desgrange
1903 · 
1904 · 
1905 · 
1906 · 
1907 · 
1908 · 
1909 · 
1910 · 
1911 · 
1912 · 
1913 · 
1914 ·
1915 ·
1916 ·
1917 ·
1918 · 
1919 · 
1920 · 
1921 · 
1922 · 
1923 · 
1924 · 
1925 · 
1926 · 
1927 · 
1928 · 
1929 · 
1930 · 
1931 · 
1932 · 
1933 · 
1934 · 
1935 · 
1936 · 
1937 · 
1938 · 
1939 · 
1940 ·
1941 ·
1942 ·
1943 ·
1944 ·
1945 ·
1946 ·
1947 · 
1948 · 
1949 · 
1950 · 
1951 · 
1952 · 
1953 · 
1954 · 
1955 · 
1956 · 
1957 · 
1958 · 
1959 · 
1960 · 
1961 · 
1962 · 
1963 · 
1964 · 
1965 · 
1966 · 
1967 · 
1968 · 
1969 · 
1970 · 
1971 · 
1972 · 
1973 · 
1974 · 
1975 · 
1976 · 
1977 · 
1978 · 
1979 · 
1980 · 
1981 · 
1982 · 
1983 · 
1984 · 
1985 · 
1986 · 
1987 · 
1988 · 
1989 · 
1990 · 
1991 · 
1992 · 
1993 · 
1994 · 
1995 · 
1996 · 
1997 · 
1998 · 
1999 · 
2000 · 
2001 · 
2002 · 
2003 · 
2004 · 
2005 · 
2006 · 
2007 · 
2008 · 
2009 · 
2010 · 
2011 · 
2012 · 
2013 · 
2014 · 
2015 · 
2016 · 
2017 · 
2018 · 
2019 ·
2020 · 
2021 · 
2022 · 
2023 · 
2024 · 
2025